# 작은 여우들
《작은 여우들》(The Little Foxes)은 미국에서 제작된 윌리엄 와일러 감독의 1941년 드라마 영화이다. 베티 데이비스 등이 주연으로 출연하였고 사무엘 골드윈 등이 제작에 참여하였다. 1939년 희곡 The Little Foxes에 기반을 두고 있다.

## 출연

### 주연
- 베티 데이비스
- 허버트 마샬

### 조연
- 리차드 칼슨
- 테레사 라이트
- 댄 두리에
- 패트리샤 콜린지
- 찰스 딘글
- 칼 벤톤 라이드

## 기타
- 원작자: 릴리언 헬만
- 미술: 스티븐 구손
- 의상: 오리 켈리